# Réseau hydrographique de la Haute-Garonne
 (avril 2025).
La mise en forme du texte ne suit pas les recommandations de Wikipédia : il faut le « wikifier ».
Les points d'amélioration suivants sont les cas les plus fréquents. Le détail des points à revoir est peut-être précisé sur la page de discussion.
- Les titres sont pré-formatés par le logiciel. Ils ne sont ni en capitales, ni en gras.
- Le texte ne doit pas être écrit en capitales (les noms de famille non plus), ni en gras, ni en italique, ni en « petit »…
- Le gras n'est utilisé que pour surligner le titre de l'article dans l'introduction, une seule fois.
- L'italique est rarement utilisé : mots en langue étrangère, titres d'œuvres, noms de bateaux, etc.
- Les citations ne sont pas en italique mais en corps de texte normal. Elles sont entourées par des guillemets français : « et ».
- Les listes à puces sont à éviter, des paragraphes rédigés étant largement préférés. Les tableaux sont à réserver à la présentation de données structurées (résultats, etc.).
- Les appels de note de bas de page (petits chiffres en exposant, introduits par l'outil «  Source ») sont à placer entre la fin de phrase et le point final[comme ça].
- Les liens internes (vers d'autres articles de Wikipédia) sont à choisir avec parcimonie. Créez des liens vers des articles approfondissant le sujet. Les termes génériques sans rapport avec le sujet sont à éviter, ainsi que les répétitions de liens vers un même terme.
- Les liens externes sont à placer uniquement dans une section « Liens externes », à la fin de l'article. Ces liens sont à choisir avec parcimonie suivant les règles définies. Si un lien sert de source à l'article, son insertion dans le texte est à faire par les notes de bas de page.
- La présentation des références doit suivre les conventions bibliographiques. Il est recommandé d'utiliser les modèles {{Ouvrage}}, {{Chapitre}}, {{Article}}, {{Lien web}} et/ou {{Bibliographie}}. Le mode d'édition visuel peut mettre en forme automatiquement les références.
- Insérer une infobox (cadre d'informations à droite) n'est pas obligatoire pour parachever la mise en page.

Pour une aide détaillée, merci de consulter Aide:Wikification.
Si vous pensez que ces points ont été résolus, vous pouvez retirer ce bandeau et améliorer la mise en forme d'un autre article.
Le réseau hydrographique de la Haute-Garonne est l'ensemble des éléments naturels (rivières) ou artificiels (canaux), drainant le territoire du département des Haute-Garonne (région Occitanie, France). Il regroupe ainsi des cours d'eau ou canaux situés entièrement ou partiellement dans la Haute-Garonne.
Le réseau hydrographique départemental présente une longueur de 18 000 km.

## Notion de cours d'eau
Jusqu'en 2016, aucun texte législatif ne définissait la notion de cours d’eau. Ce n'est qu'avec la loi du 8 août 2016 pour la reconquête de la biodiversité, de la nature et des paysages que cette lacune est comblée. L'article 118 de cette loi insère un nouvel article L. 215-7-1 dans le code de l'environnement précisant que « constitue un cours d'eau un écoulement d'eaux courantes dans un lit naturel à l'origine, alimenté par une source et présentant un débit suffisant la majeure partie de l'année. L'écoulement peut ne pas être permanent compte tenu des conditions hydrologiques et géologiques locales. ». Ainsi les trois critères cumulatifs caractérisant un cours d'eau sont :
- la présence et la permanence d’un lit naturel à l’origine, ce qui distingue les cours d’eau (artificialisés ou non) des fossés et canaux creusés par la main de l’homme ;
- l’alimentation par une source ;
- la permanence d’un débit suffisant une majeure partie de l’année, critère qui doit être évalué en fonction des conditions climatiques et hydrologiques locales.

## Bassins versants et cours d'eau
Les bassins hydrographiques sont découpés dans le référentiel national BD Carthage en éléments de plus en plus fins, emboîtés selon quatre niveaux : régions hydrographiques, secteurs, sous-secteurs et zones hydrographiques. Le département est en quasi-totalité dans la région hydrographique : « Garonne », au sein du bassin Adour-Garonne.
Par ailleurs un découpage hydrographique spécifique au bassin Adour Garonne a été défini pour les eaux de surface par le SDAGE 1996 et conservé ultérieurement : les unités hydrographiques de référence (UHR). Le département est découpé en cinq UHR : Rivières de Gascogne (6 757 km2), Garonne (6 898 km2), Neste (871 km2), Salat Arize (2 374 km2), Ariège Hers Vif (4 142 km2), Hers Mort Girou	(1 532 km2), Agout (3 499 km2), et Tarn aval (32 724 km2).

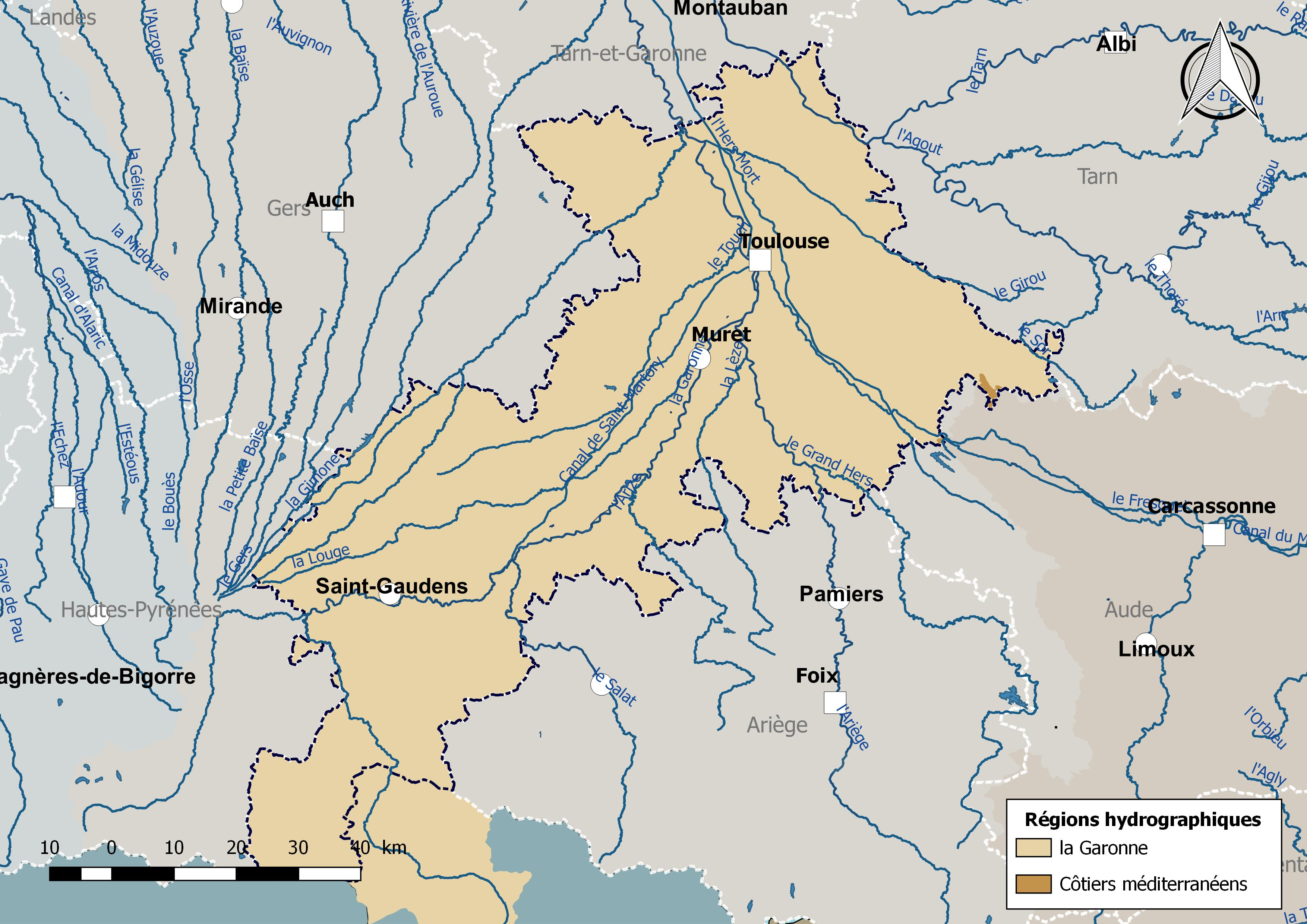
Les Haute-Garonne est dans la région hydrographique « Garonne ».
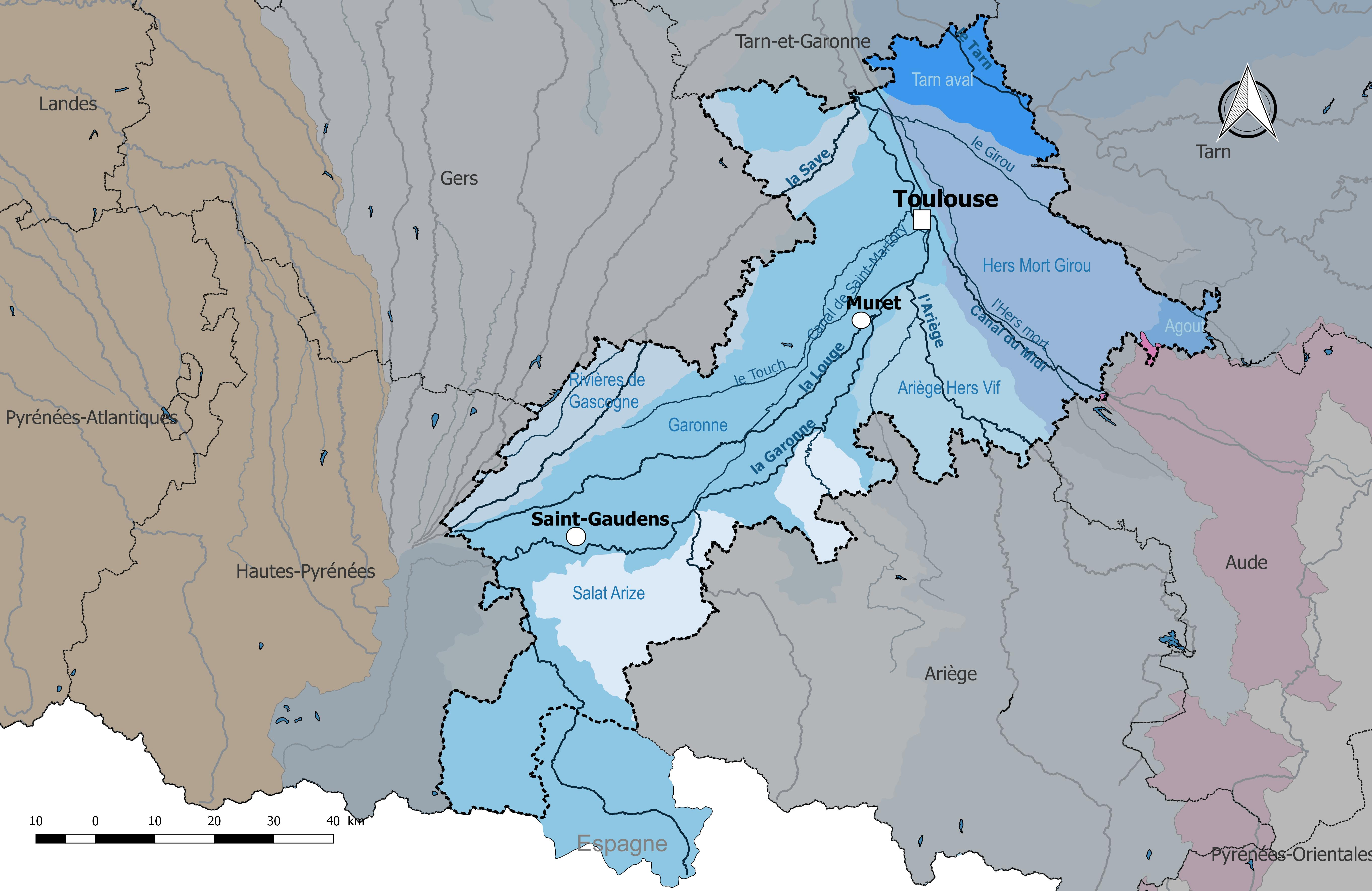
Les unités hydrographiques de référence de la Haute-Garonne.

Le réseau hydrographique comprend dix-sept cours d'eau de longueur totale supérieure à 50 km (la Garonne, le Tarn, le canal du Midi, le canal latéral à la Garonne, le Gers, l'Ariège, l'Arrats, la Save, la Gimone,
l'Hers-Vif, la Louge, l'Hers-Mort) et 138 de longueur supérieure à 10 km.
Plus de 2 500 cours d'eau sont recensés en 2014 dans le référentiel national BD Carthage sur le territoire départemental de la Haute-Garonne, y compris les 82 cours d'eau naturels de longueur supérieure à 10 km déjà listés ci-dessus, ainsi que le canal cité ci-dessous. L’ensemble des écoulements représentés dans la BD Topo présente un linéaire de 18 000 km.

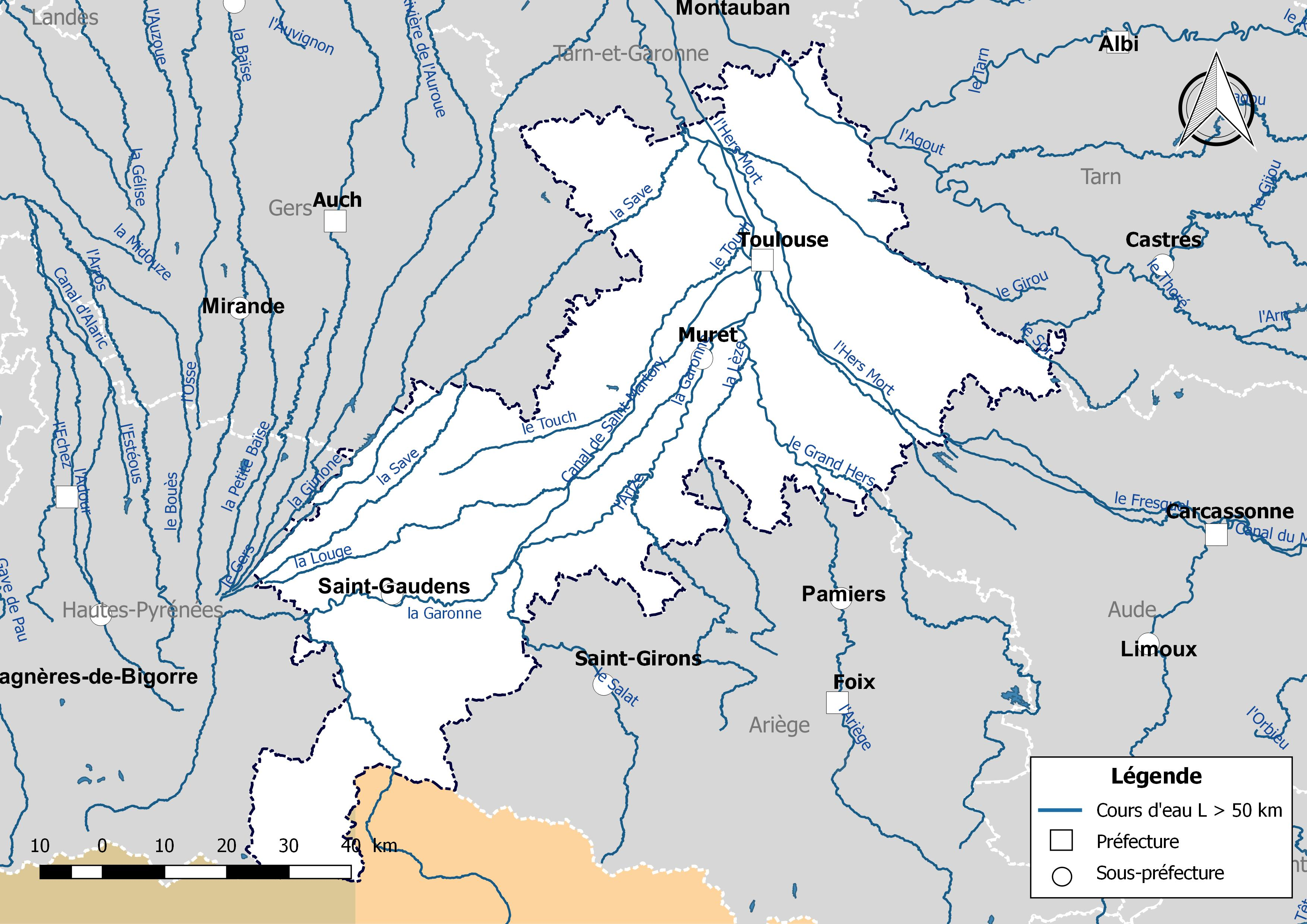
Carte des cours d'eau de longueur supérieure à 50 km de la Haute-Garonne.
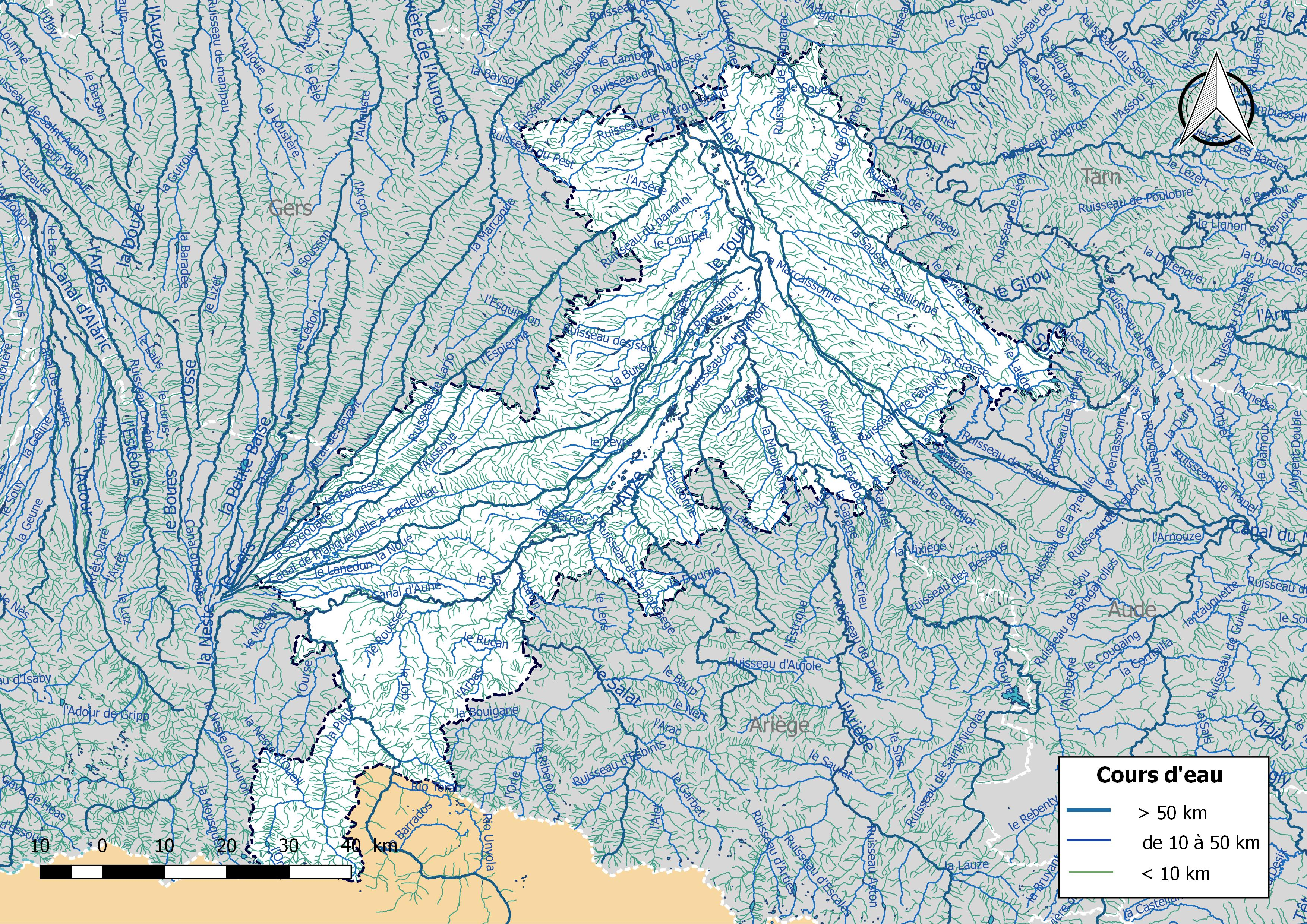
Carte de l'ensemble du réseau hydrographique de la Haute-Garonne.

## Gouvernance de bassin

### Bassins administratifs
La gestion de l’eau, soumise à une législation nationale et à des directives européennes, se décline par bassin hydrographique, au nombre de sept en France métropolitaine, échelle cohérente écologiquement et adaptée à une gestion des ressources en eau. La Haute-Garonne est découpée en deux bassins : le bassin Adour-Garonne sur la plus grande partie du territoire et le bassin Rhône-Méditerranée-Corse, qui sont à la fois des circonscriptions administratives de bassin, territoires de gestion dont les limites sont des limites communales, et des bassins hydrographiques, territoires hydrographiques dont les limites sont des lignes de partage des eaux.
Chaque circonscription de bassin, également appelée bassin Directive-cadre sur l'eau (bassin DCE), est découpée en sous-bassins administratifs, dénommés aussi sous-bassins DCE, qui constituent un niveau intermédiaire d’agrégation entre la masse d'eau et le bassin Directive-cadre sur l'eau. La Haute-Garonne est découpée en trois sous-bassins : « Garonne » et « Tarn-Aveyron » dans le bassin Adour-Garonne et « côtiers méditerranéens » dans le bassin Rhône-Méditerranée-Corse, en limite orientale (le Fresquel sur la commune d'Avignonet-Lauragais).

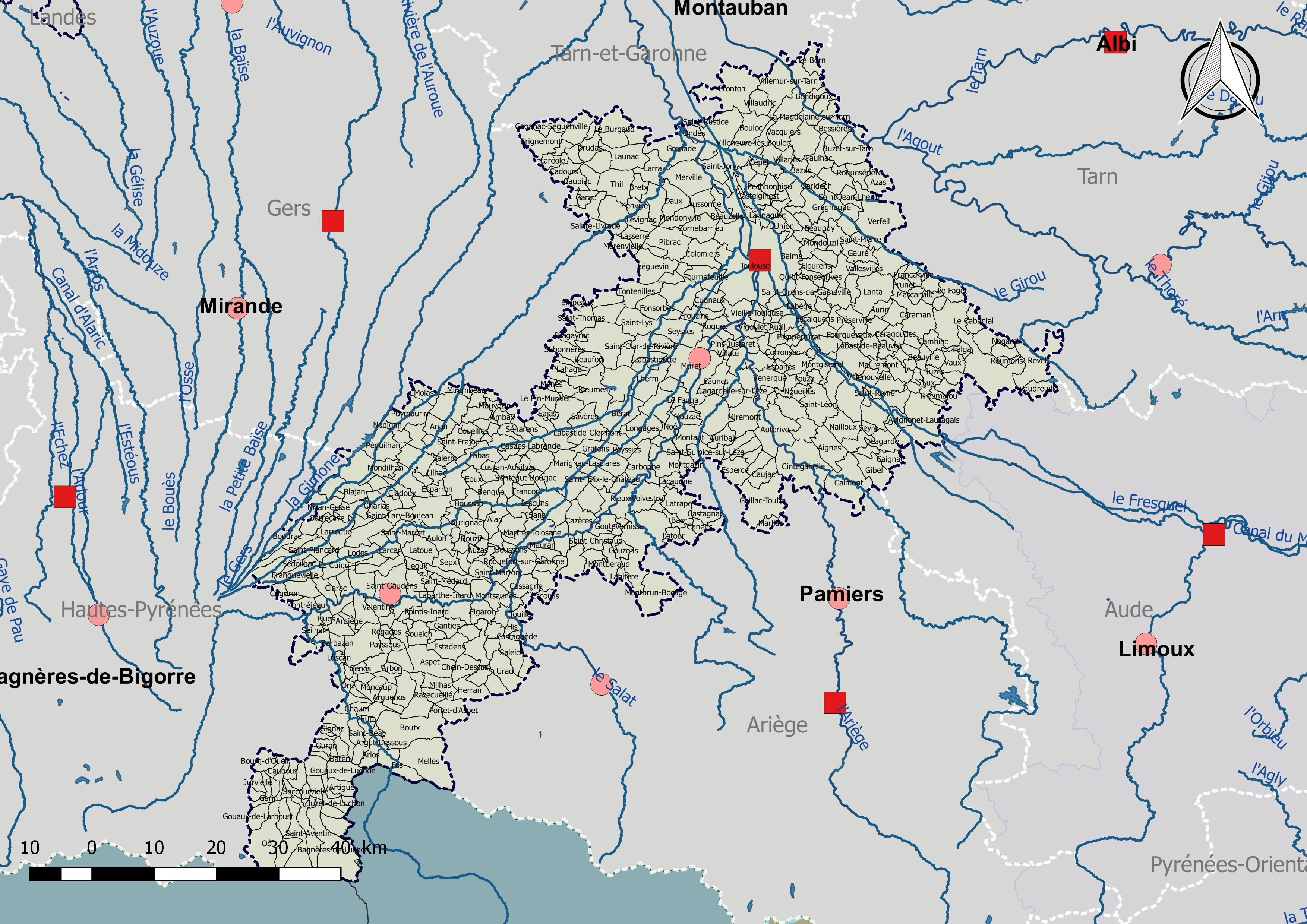
La Haute-Garonne est découpée en deux bassins DCE : Adour-Garonne et Rhône-Méditerranée-Corse.
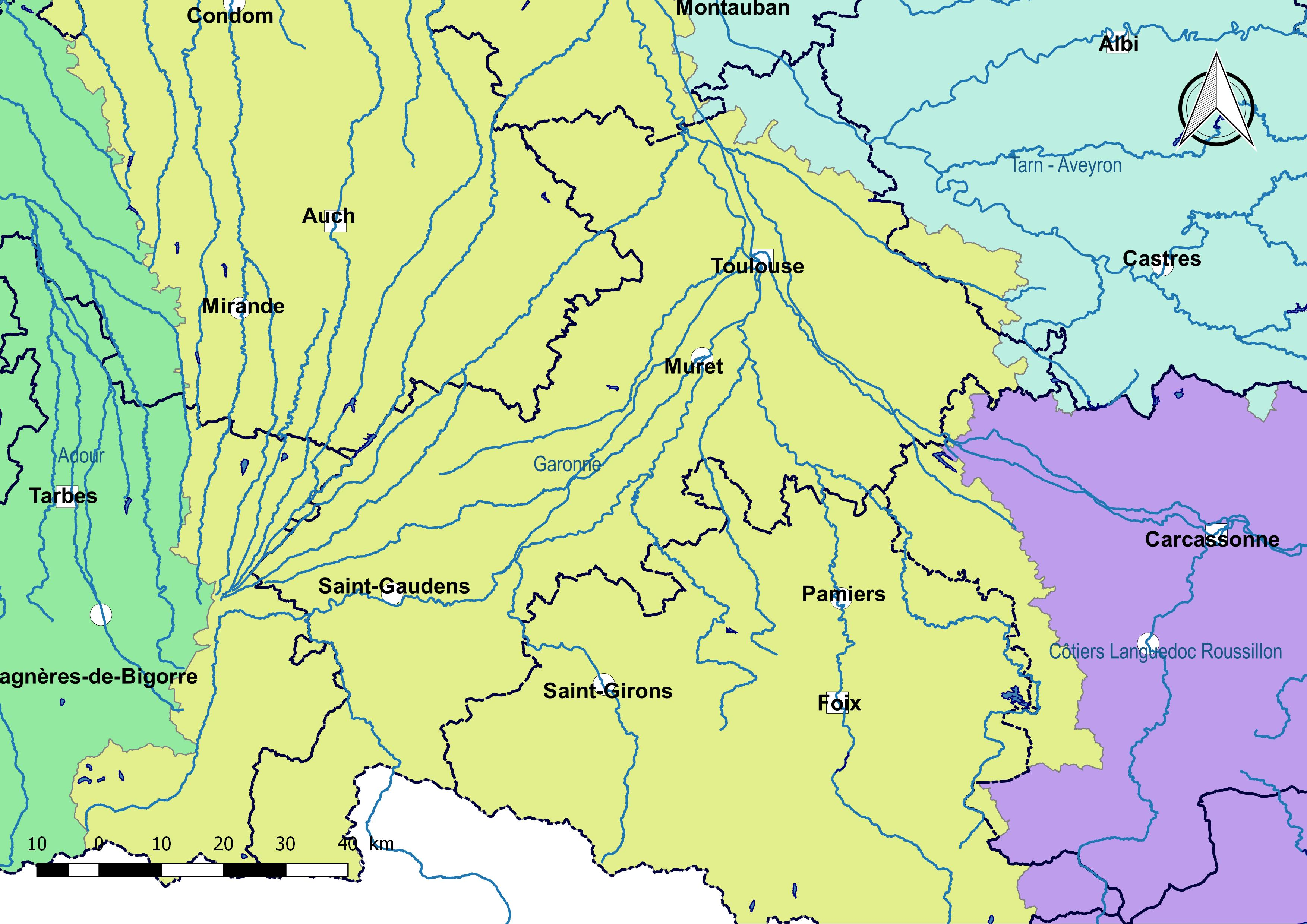
Le département est découpé en trois sous-bassins administratifs « Garonne », « Tarn-Aveyron » et « côtiers méditerranéens ».

### Acteurs à l'échelle de bassins

#### Instances de bassin
La sphère de décision comprend le comité de bassin et le préfet coordonnateur de bassin. Les instances de bassins sont constituées de deux entités, pour le bassin Adour-Garonne :
- le comité de bassin Adour-Garonne, une instance de concertation qui regroupe différents acteurs, publics ou privés, agissant dans le domaine de l’eau : collectivités, État, usagers, personnes qualifiées, milieux socioprofessionnels et le préfet coordonnateur de bassin[19],[20] ;
- l'agence de l'eau Adour-Garonne, un établissement public à caractère administratif de l’État, dont le siège est à Toulouse[21],[22].

#### Commissions territoriales
Les commissions territoriales sont des instances d’échanges et de débats, qui organisent la concertation plus près du terrain entre comité de bassin et acteurs de l’eau. Elles regroupent le Préfet coordonnateur de bassin, des membres du Comité de bassin, des personnalités qualifiées, et les présidents des CLE et EPTB. Huit commissions territoriales interviennent sur le bassin Adour-Garonne, chacune étant relative à un sous-bassin. Le département de la Haute-Garonne est concerné par la commission Garonne,.

#### Commissions locales de l'eau
Une commission locale de l'eau est définie à l'échelle de chaque schéma d'aménagement et de gestion des eaux (SAGE), qui, respectant le schéma directeur d'aménagement et de gestion des eaux (SDAGE), précise les objectifs plus détaillés de l’utilisation de l’eau. Elle est composée de 50 % d’élus, 25 % d’usagers, 25 % d'administrations.

#### Établissements publics territoriaux de bassin
La loi du 30 juillet 2003 relative à la prévention des risques technologiques et naturels et à la réparation des dommages a fait des établissements publics territoriaux de bassin (EPTB) des acteurs officiels de la politique de l'eau à l'échelle d'un bassin versant ou d'un sous-bassin. Leur rôle a été renforcé par la loi sur l'eau et les milieux aquatiques du 30 décembre 2006 et par la loi du 12 juillet 2010 portant engagement national pour l’environnement (Grenelle II). Leur périmètre doit répondre à la cohérence hydrographique d'un bassin ou d’un sous-bassin hydrographique, sans limite de taille minimum. Ils sont déconnectés des limites administratives des collectivités membres.
Aucun EPTB n'est compétent sur le territoire de la Haute-Garonne. Toutefois le syndicat mixte d'études et d'aménagement de la Garonne (SMEAG) qui intervient sur l'ensemble du bassin versant de la Garonne et donc sur le département de la Haute-Garonne, fait partie de l'Association française des établissements publics territoriaux de bassin (AFEPTB). Le Sméag est un établissement public créé en 1983 par les quatre départements et les deux régions traversés par la Garonne qui souhaitaient avoir une politique commune afin d’assurer de façon solidaire le développement de la vallée (deux millions d’habitants, deux pays traversés, deux métropoles Bordeaux et Toulouse).

## Gouvernance locale

### Niveau départemental
https://draaf.occitanie.agriculture.gouv.fr/IMG/pdf/Les_organismes_uniques_de_gestion_collective_de_l_eau_cle887494.pdf

## Pêche et peuplements piscicoles

### Droit de pêche et associations de pêche
Le propriétaire riverain a le droit de pêche jusqu’à la limite de sa propriété (milieu de cours d’eau) sous réserve de disposer d’une carte de pêche (L. 435-4 et R435-34 à 39 du code de l’Environnement). S’il le souhaite, le propriétaire peut signer un bail de pêche avec une association (exemple l'AAPPMA) ou la fédération de pêche départementale. En donnant le droit de pêche, qui ne le dessaisit pas lui-même de ce droit, il doit laisser un accès aux pêcheurs membres de cette association. En 2021, il y a 42 associations agréées de Pêche et de Protection du Milieu Aquatique (AAPPMA). Tout pêcheur non propriétaire riverain doit avoir acquis une carte de pêche pour la saison d'exercice. Celle-ci constitue avant tout un droit d’accès et d’exercice sur les territoires autorisés.

### Observatoires
- Site de l'observatoire de la continuité écologique|
- Atlas cartographique des zones humides -  Réseau Partenarial des Données sur les Zones Humides.
- Cartographie des arrêtés sècheresse
- Observatoire national des étiages